# Radula macrodonta
Radula macrodonta là một loài rêu trong họ Radulaceae. Loài này được Stephani mô tả khoa học đầu tiên năm 1892.